# طنة قلنسوية
طنة قلنسوية (الاسم العلمي:Tonna galea) هي نوع من الرخويات يتبع جنس الطنة من الفصيلة الطنية.